# Templo de Jano (Foro Romano)
El templo de Jano era un templo ubicado en el Foro Romano cerca de la Basílica Emilia, en el cruce del Argileto y la Vía Sacra. Era un pequeño templo con una estatua de Jano. Sus puertas eran conocidas como las "Puertas de Jano", que se cerraban en tiempos de paz y se abrían en tiempos de guerra.

## Origen
Según Tito Livio, el segundo rey de Roma, Numa Pompilio, decidió distraer a los primeros y belicosos romanos. Para eso promovió la religión, ciertos sacerdocios y la construcción de templos.
En las primeras etapas de la ciudad de Roma, los habitantes vivían en villas separadas amuralladas. El templo de Jano era la puerta del Foro al resto de Roma, ya que originalmente el Foro era el patio de la villa del rey. Hay muchas teorías sobre su propósito original; algunos dicen que era un puente sobre el Velabrum, y algunos dicen que funcionó como una puerta hacia la Colina Capitolina.

## Apariencia y construcción
El Templo de Jano era un pequeño templo lo suficientemente grande como para albergar una estatua de bronce del dios. Sus restos están junto a las ruinas de la Basílica Emilia. Los restos del edificio se pueden ver como una pequeña porción de la estructura de ladrillo.
Sabemos como se veía el templo debido a su representación en artefactos romanos y las descripciones de los eruditos que hablan del tema. Los diversos estilos de arquitectura que se ven en las monedas romanas sugieren fechas aproximadas para las reconstrucciones; tanto en el siglo III y IV a. C.
Las monedas acuñadas por el emperador Nerón representan el Templo de Jano como un pequeño edificio rectangular con dos puertas acompañadas de dos columnas con mampostería de sillería en el exterior y solo enchapado de bronce en el interior. Esto muestra una discrepancia con Procopio que dice que el Templo de Jano estaba hecho completamente de bronce. Como esas monedas acuñadas muestran mampostería de sillería en el exterior, deja la suposición de que era de bronce solo en el interior del Templo. 
Procopio dice que "el templo es completamente de bronce y fue erigido en forma de cuadrado, pero solo es lo suficientemente grande como para cubrir la estatua de Jano ... de bronce y no menos de cinco codos de alto".
El templo de Athena Chalcioecus en Esparta y el de Apolo en Delfos estaban construidas con un estilo parecido.

## Las puertas del Templo de Jano

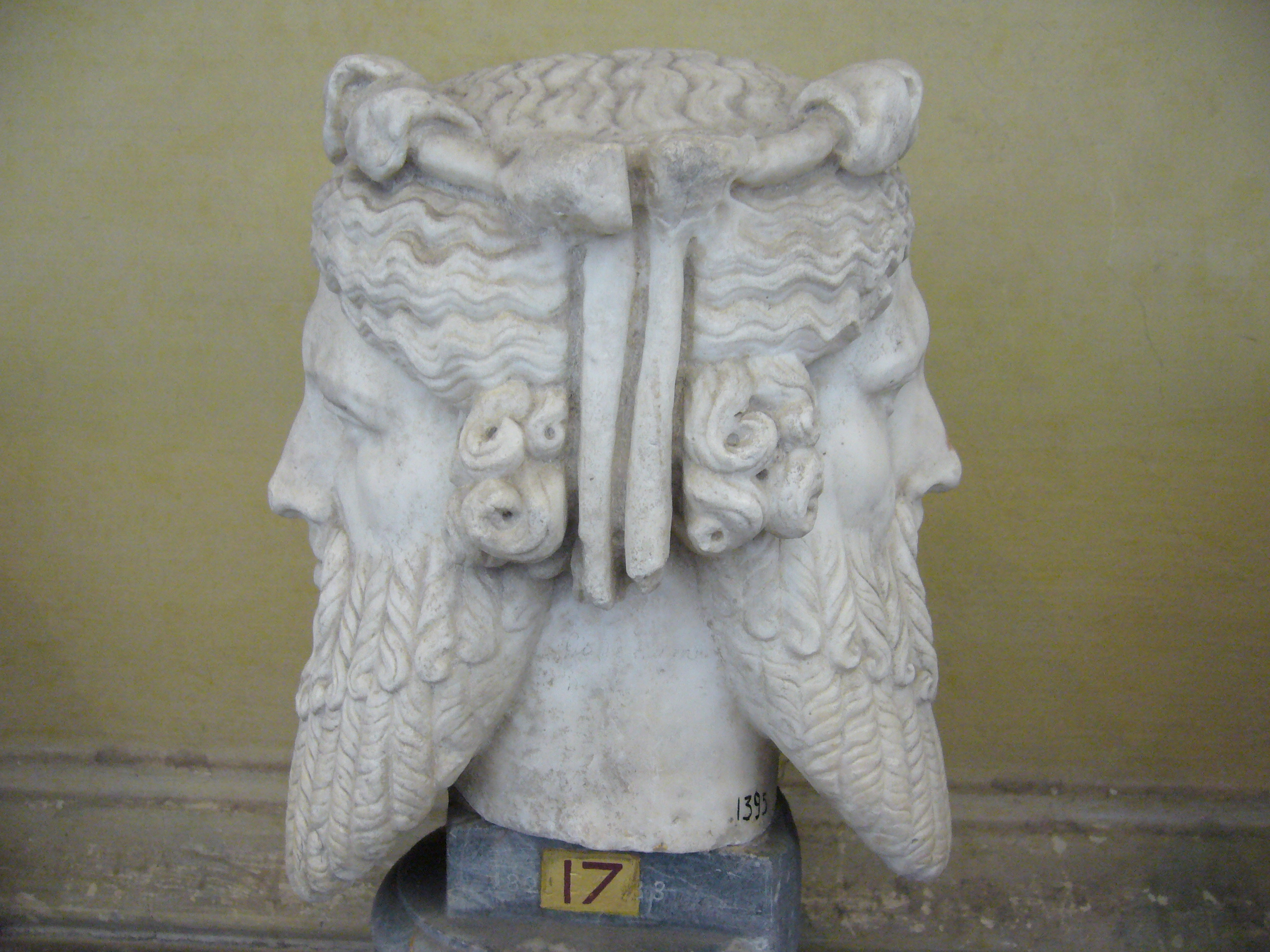
Estatua que representa a Janus Bifrons en los Museos Vaticanos.

Las puertas del Templo de Jano eran abiertas en tiempos de guerra, y eran cerradas en tiempos de paz.
Hay consenso en torno a su simbolismo, pero las razones detrás de las aperturas y cierres de las puertas son tema de debate. Tanto Virgilio como Ennio afirman que las puertas mantenían a Discordia y Furia dentro del templo durante tiempos de paz. Horacio no se refiere a una prisión, pero puede interpretarse como diciendo paz, o el mismo Jano está encerrado en el templo.

### Cierre de las puertas
Las Puertas de Jano fueron cerradas durante el reinado de Numa Pompilio, porque Roma estaba en paz. El siguiente rey, Tulo Hostilio, abrió las Puertas de Jano cuando entró en guerra con Alba Longa. Las Puertas de Jano permanecieron abiertas durante los siguientes 400 años.
Después de la primera guerra púnica, Aulo Manlio Torcuato Ático, cerró las Puertas de Jano en el 241 a. C. La guerra con los galos en el norte de Italia obligó a reabrir las Puertas de Jano. No volvieron a cerrarse hasta el 29 a. C., tras la muerte de Marco Antonio y Cleopatra.
En tiempos de Augusto, el templo de Jano fue cerrado en tres ocasiones según el Res Gestae Divi Augusti. Dion Casio nos fecha los dos primeros cierres en el 29 y 25 a. C.. La fecha exacta del tercer cierre sigue siendo tema de debate. Orosius lo fecha en el primero de diciembre del 1 a. C. Los eruditos modernos rechazan esta fecha porque los ejércitos romanos estaban haciendo campaña en Germania y el Lejano Oriente en ese momento. Otro momento probable fue el 7 a. C., coincidiendo con el triunfo de Tiberio y su segundo consulado, cuyos acontecimientos se pierden en un hueco en los manuscritos supervivientes de Dion Casio. Otro momento puede ser el 13 a. C. basándose en el regreso conjunto de Augusto y Agripa a Roma después de pacificar las provincias.

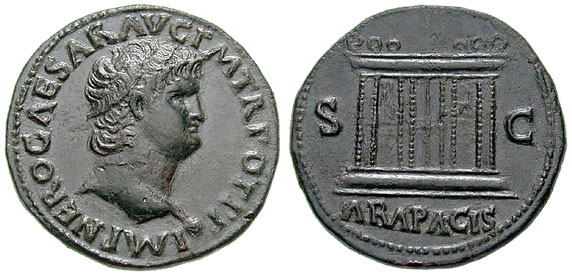
Moneda de Nerón: Anverso: Neron; Reverso: Ara Pacis

Los emperadores posteriores también cerraron las puertas del Templo de Jano con gran pompa. 
Los cierres más famosos ocurrieron bajo Nerón y Vespasiano. Nerón acuñó una gran serie de monedas con el Ara Pacis (y el mismo Jano con las puertas cerradas) en el reverso para conmemorar este evento. Sin duda, otros emperadores cerraron y reabrieron las Puertas de Jano, pero las referencias en historiadores posteriores y menos completos son bastante raras.

## Otras lecturas
- Castagnoli, Ferdinando. 1988. “Gli iani del Foro Romano. Ianus arco quadrifonte?.” Bullettino della Commissione Archeologica Comunale di Roma XCII: 11-16.
- Claridge, Amanda. 2010. Rome: An Oxford Archaeological Guide. 2nd ed., revised and expanded. Oxford: Oxford University Press.
- Coarelli, Filippo. 2007. Rome and Environs: An Archaeological Guide. Berkeley: University of California Press.
- DeBrohun, Jeri Blair. 2007. “The Gates of War (and Peace): Roman Literary Perspectives.” In War and Peace in the Ancient World, Edited by Raaflaub, Kurt A. The Ancient World. Comparative Histories, 256-278. Oxford : Blackwell.
- Staccioli, Romolo Augusto. 1985. “A proposito di una ricostruzione « grafica » del sacello di Giano all'Argileto.” Archeologia Classica 37: 283-289.
- Townend, Gavin. 1980. “Tacitus, Suetonius and the temple of Ianus.” Hermes CVIII: 233-242